# The Best Man Wins (film, 1912)
Pour les articles homonymes, voir The Best Man Wins.
The Best Man Wins est un film muet américain réalisé par Allan Dwan et sorti en 1912.

## Synopsis
Le jeune Neilan est amoureux de l'héritière du ranch où il travaille. Mais un ancien camarade de classe ramène un amour perdu...

## Fiche technique
- Réalisation : Allan Dwan
- Durée : 10 minutes
- Date de sortie : États-Unis : 21 octobre 1912

## Distribution
- J. Warren Kerrigan
- Pauline Bush
- Marshall Neilan
- Jack Richardson